# Don Letts
Pour les articles homonymes, voir Letts.
 (juin 2024).
Si vous disposez d'ouvrages ou d'articles de référence ou si vous connaissez des sites web de qualité traitant du thème abordé ici, merci de compléter l'article en donnant les références utiles à sa vérifiabilité et en les liant à la section « Notes et références ».
Don Letts est un musicien anglais, disc-jockey, réalisateur et vidéaste né le 10 janvier 1956 à Londres. Ami des Clash, il a été un acteur influent du mouvement punk londonien, lui consacrant dès 1978 un documentaire filmé. Il fit également découvrir le dub et le reggae jamaïcain au public blanc des groupes punks programmés au Roxy Club.

## Biographie
Il débute comme vendeur à Acme Attractions, un magasin de Kings Road concurrent de la boutique Sex de Vivienne Westwood et de Malcolm McLaren. Il y diffuse déjà à longueur de journée du reggae et du dub. Lorsque Acme Attractions ferme, il ne rejoint pas Boy, son émanation plus commerciale, mais devient impresario du groupe The Slits emmené par Ari Up, future belle-fille de Johnny Rotten.
Il fréquente Bob Marley pendant son repli londonien, auquel il fait découvrir la scène punk qui lui inspirera l'emblématique Punky Reggae Party.
En 1978, son film documentaire The Punk Rock Movie illustre parmi les premiers le mouvement punk rock anglais des origines. La même année, accompagné de Keith Levene et Jah Wobble, futurs membres de Public Image Limited (ou PIL), il sort le EP Steel Leg vs the Electric Dread sur lequel il assure le chant en stigmatisant ironiquement la litanie rasta. Toujours la même année, il découvre la Jamaïque de ses origines en accompagnant John Lydon, après sa rupture avec The Sex Pistols, pour une mission d'agents recruteurs de talents locaux pour le compte de la maison de disques Virgin de Richard Branson.
Letts accompagne The Clash pendant sa campagne new-yorkaise période Sandinista, filmant le groupe sur scène et découvrant avec ses membres la contre-culture hip-hop de Grandmaster Flash à Futura 2000. Il réalise le clip de This Is Radio Clash qui offre un excellent instantané de l'univers naissant du rap, du tag et du break dance dans le Sud du Bronx.
À la suite de son éviction de The Clash, le guitariste et compositeur Mick Jones fonde avec Don Letts le groupe Big Audio Dynamite en 1984. Après quatre albums, Don Letts rompt avec Jones et forme, avec d'autres membres dissidents de Big Audio Dynamite, un groupe dénommé Screaming Target en hommage au DJ roots Big Youth.
En 1991, Screaming Target publiera un unique album intitulé Hometown Hi-Fi chez Island, la compagnie du magnat du disque Chris Blackwell. Cet album dansant mêle de façon cohérente reggae, dub, funk, techno ou rock et Letts, bien que piètre chanteur, y tient néanmoins le micro, parfois soutenu par une choriste à la voix soul.
En 2003, son film Westway to the World, consacré à The Clash, est récompensé par un Grammy award. Ce documentaire tourné en noir et blanc montre Joe Strummer, encore affecté par la fin de son groupe, quelque temps avant sa mort. Il co-réalise également une fiction de série B intitulée One Love avec Ky-Mani Marley, un des fils naturel de Bob Marley.
Entre autres activités, Don Letts anime un sound system dénommé Dub Cartel en compagnie d'un autre ex-Big Audio Dynamite, Dan Donovan. Ses sets de DJ/selector sont généralement accompagnés de la projection d'images montées par ses soins, donnant davantage d'ampleur à ses sélections. Il est également proche du collectif anglais Dread Zone où l'on retrouve des membres de Screaming Target, son nom étant crédité sur leur album Sound comme auteur.
Le nom de Don Letts figure sur nombre de compilations musicales dont les titres ont été sélectionnés par ses soins : Dread Meets Punk Rockers, Dread meets B-Boys ou encore Don Letts presents: The Mighty Trojan Sound.
En 2007, il témoigne longuement dans le film The future is unwritten de Julien Temple, consacré lui aussi à Joe Strummer, le chanteur de The Clash.

## Filmographie
- The Punk Rock Movie (1978)
- Pretenders : The Singles (1988) (vidéo Back on the Chain Gang)
- F.F.F. Feat George Clinton : New Funk Generation (1991)
- Dancehall Queen (1997)
- Dancing in the Streets : Planet Rock (1997) (documentaire)
- The Pretenders : Greatest Hits (2000) (V) (vidéo Back on the Chain Gang)
- The Clash : Westway to the World (2000) (vidéo)
- One Love (2003)
- The Essential Clash (2003) (vidéo)
- Making of 'London Calling' : The Last Testament (2004) (vidéo)
- Brother From Another Planet : Sun Ra (2005)
- The Revolution Will Not Be Televised : Gil Scott-Heron (2005)
- The Right Spectacle : The Very Best of Elvis Costello - The Videos (2005) (vidéo)
- Punk: Attitude (2005) (documentaire)
- Rock It To Rio : Franz Ferdinand (2006)
- Tales of Dr.Funkenstein : George Clinton (2006)
- The Making of All Mod Cons : The Jam (2006)

## Discographie

### Albums studio
- 2023 - Outta Sync (Cooking Vinyl)